# Arpa laser
L'arpa laser è uno strumento musicale elettronico formato da una serie di raggi laser che vengono suonati come fossero le corde di un'arpa, al fine di produrre suono. Jean-Michel Jarre l'ha resa nota già dal 1981 utilizzandola in molti suoi concerti, solitamente nell'esecuzione del brano Second Rendez-Vous.
Il termine "arpa laser" e lo strumento stesso vennero coniati da Bernard Szajner nel 1981 (Patent: FR2502823 (A1) Date de priorité : 1981-03-27).
Successivamente vennero inventati modelli dal design e dalle caratteristiche diverse, inclusa una versione MIDI inventata da Philippe Guerre, ed una recente creata da Yan Terrien. Lo strumento è stato utilizzato anche in alcune installazioni video-sonore di Jen Lewin, tra cui una a Lincoln Center nel 2000 ed un'altra al Burning Man nel 2005.
Nel 2008 l'ingegnere italiano Maurizio Carelli ha inventato per la ditta Kromalaser un'arpa laser a due colori. Il verde (300 mW) è usato per le note diatoniche mentre il rosso (150 mW) è utilizzato per identificare le note cromatiche. Un'altra arpa laser sempre realizzata da Carelli e basata sullo stesso principio, porta due laser da 1 W (verde) e 1,3 W (rosso). La scansione dei raggi avviene per mezzo di galvanometri pilotati da computer. Nel 2010 viene realizzata da Carelli la prima arpa multicolore facente uso di un controllore ILDA capace di pilotare i laser scanners in commercio e pertanto in grado di riprodurre diversi colori sempre con la distinzione tra note cromatiche e note diatoniche, con in aggiunta un sensore speciale che la rende insensibile alla luce diurna ed artificiale.
In Italia, un musicista che fa uso di questo strumento è Antonio Cassinese, compositore del disco Echo From The Universe, primo concept album di musica rock legato al mondo del sound design; fa uso di questo strumento anche Roland Brant, DJ e produttore affine al genere techno e progressive.

## Design

### Stileunframed, chiamata anche Arpa laser a "raggi infiniti"

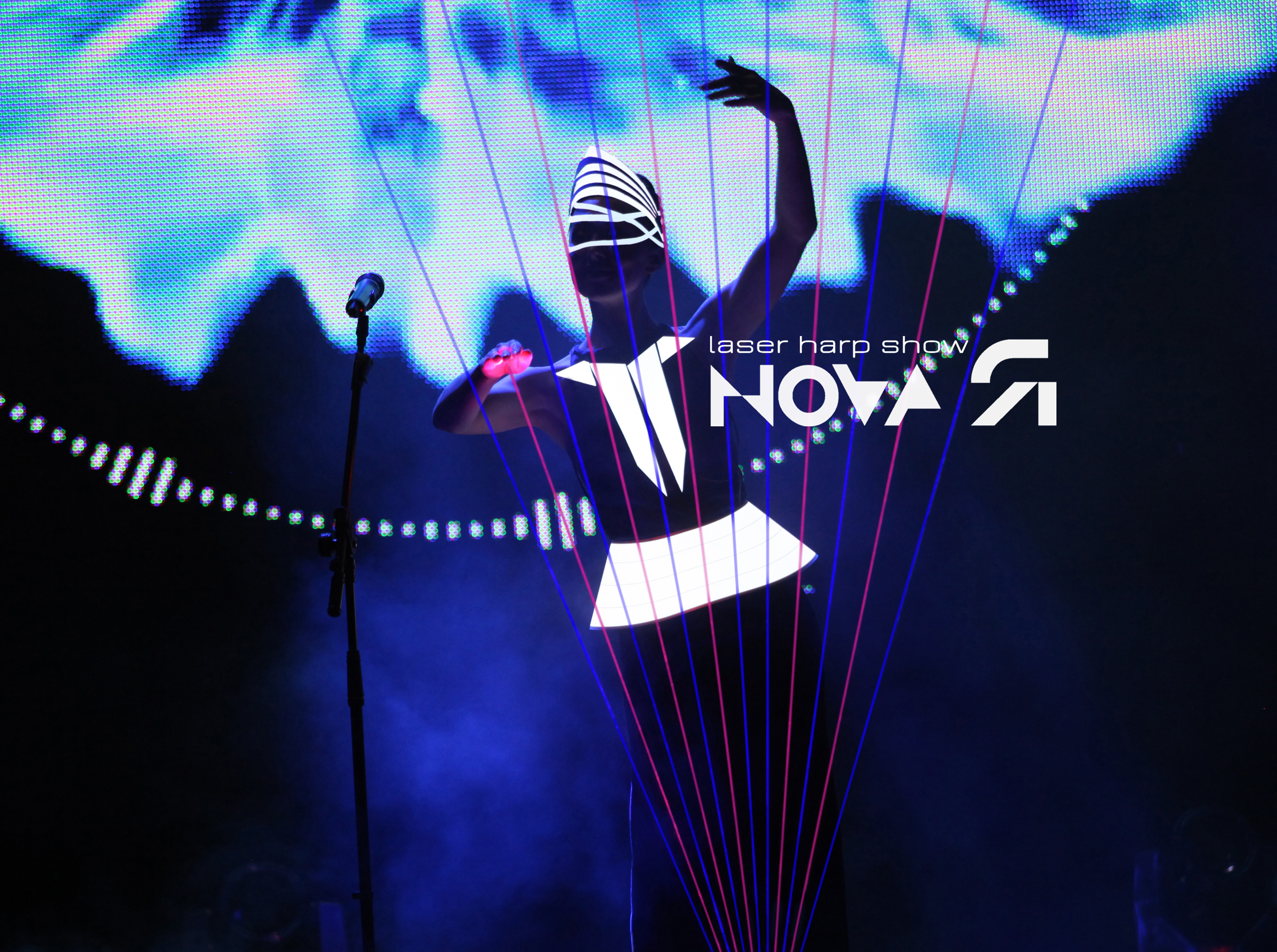
Spettacolo di arpe laser "novaYA" - l'unica opera viva al mondo che suona l'arpa laser

L'Arpa laser unframed è generalmente costruita utilizzando un singolo laser, dividendo il suo raggio in una serie di raggi, disposti parallelamente o "a ventaglio". Per poter produrre suono, l'arpa va collegata ad un sintetizzatore o ad un computer, con cui si possono ottenere suoni particolari.
Il design è caratterizzato dall'assenza di un "telaio" (come dice il nome stesso) attorno ai raggi laser. Questa versione è più elaborata rispetto alla versione framed (provvista di telaio), che si basa su una luce riflessa su di un singolo fotodiodo.
Il fascio di raggi laser è costituito da un singolo raggio che viene scansionato in una matrice a ventaglio.
Eguagliando il tempismo del raggio riflesso, si può determinare quali raggi siano bloccati e quali debbano invece produrre suono. Versioni alternative fanno uso di raggi multipli: in queste versioni, ogni raggio può essere controllato singolarmente per simulare la riproduzione di note preregistrate.
Al fine di generare più suoni da poter controllare, per esempio un intervallo continuo di scale come era in molti controller MIDI, potevano essere utilizzati vari metodi: usare un generatore di raggi infrarossi o ultrasonici collegato allo strumento per determinare la posizione delle mani durante l'utilizzo dello strumento; utilizzare un generatore basato sul laser per determinare la distanza delle mani dall'inizio o dalla fine della zona sensibile del laser (rendendo così possibile l'utilizzo dei raggi come le corde di una chitarra); utilizzare una telecamera per tracciare la posizione e il movimento di un punto del laser sulle mani, o la lunghezza dell'esposizione del raggio visibile, per calcolare un valore continuo basato su un riferimento. Esistevano anche ulteriori possibilità per ampliare le capacità dell'arpa, ma si trattava di metodi più costosi e laboriosi rispetto ai suddetti.

### Stile Framed
Lo stile framed (da frame, cornice), che viene spesso utilizzato per far somigliare lo strumento a un'arpa con le corde, usa un insieme di fotodiodi o fotoresistori all'interno della parte superiore o inferiore della cornice per determinare un blocco dei fasci laser. I laser possono essere montati sul collo, la parte superiore dell'arpa, con fascio diretto verso il basso, o sul corpo, a emettere il fascio verso l'alto.
Tipicamente i laser usati sono dei diodi a bassa potenza (5 mw) di colore rosso o verde, considerati sicuri dalla Food and Drug Administration (FDA) per l'interazione con il pubblico. In questo tipo di arpa laser può essere disposto un numero qualsiasi di fasci laser, da un minimo di 1 o 2 ad un massimo di 32 o più, in relazione alla capacità del controller MIDI e del software utilizzato.
Questo tipo di arpa laser può essere creato in qualsiasi dimensione, da un'arpa portatile fino ad installazioni più complesse come quelle viste in Burning Man. 
In questo progetto viene creato solo un trigger analogico in corrente continua, attraverso l'interruzione del raggio (e il circuito in CC fatto dal raggio che brilla sul sensore ottico), che è sufficiente a far scattare un numero qualsiasi di eventi (musicali o di altra natura) come determinati dall'analizzatore dati software in oggetto. Nel controller MIDI questa interruzione analogica in corrente continua viene convertita in un segnale digitale, che viene poi usato per far scattare quanti più eventi o azioni possibile. Qualche software è dotato di file editor e sintetizzatori e può anche controllare video e immagini fisse tramite unità di proiezione.

## Considerazioni sulla sicurezza
Per poter produrre raggi laser visibili ad occhio nudo è necessaria una buona potenza, corrispondente all'incirca a 20 mW. In realtà per poter ottenere un raggio più spettacolare la potenza necessaria è ancora superiore e corrisponde a circa 500 mW. Una potenza tale può essere dannosa per occhi e volto e per questo, quando viene utilizzata, il musicista deve indossare particolari occhiali da sole, simili a quelli che si utilizzano per osservare in sicurezza un'eclissi solare.

## Uso nei concerti di Jean-Michel Jarre
L'Arpa laser è uno degli strumenti più famosi usati nei concerti da Jean-Michel Jarre. Inizialmente prodotta da Bernard Szajner per il tour dei Concerts in China, lo strumento venne poi utilizzato dal musicista francese in quasi tutti i suoi concerti successivi, generalmente durante l'esecuzione della seconda parte di Second Rendez-Vous e di Third Rendez-Vous.
Benché lo strumento non produca suono da sé (è necessario collegarlo a un sintetizzatore), Jarre lo ha spesso utilizzato per creare un suono particolare, basato su un preset del sintetizzatore Elka Synthex, che finì per essere considerato il suono "classico" dell'arpa laser.
Molte persone sospettano che l'arpa laser sia un falso: attente ispezioni di filmati provenienti da concerti di Jarre, in cui egli suona lo strumento, hanno mostrato che occasionalmente lo stesso raggio produce note differenti, facendo pensare che l'arpa sia costruita per produrre una stessa nota senza essere condizionata dal bloccaggio di un raggio.
In realtà questo metodo non è attendibile, poiché i filmati vengono invariabilmente modificati prima della pubblicazione. Per esempio, nella registrazione audio del concerto a La Défense (Parigi) trasmesso live sulla stazione radio Europe 2, si può sentire chiaramente che il suono dell'arpa laser non funziona correttamente: infatti dopo poche note lo strumento fu collegato a un altro sintetizzatore. Nella registrazione video dello stesso concerto non c'è traccia di questo malfunzionamento. L'arpa veniva inoltre collegata ad alcuni pedali per selezionare le scale, rendendo quindi possibile supporre che ogni raggio producesse una sola nota.
Altre performance live in cui Jarre ha utilizzato l'arpa laser erano in Chronologie part. 3 nel concerto di Shanghai e in Calypso part. 2 al concerto di Parigi la Défense. Nell'European Tour del 1997 l'arpa venne usata nel primo brano del concerto, Oxygène VII, suonato senza l'ausilio di altri strumenti. Al Concert d'Images del 1989 un'arpa laser era esposta e poteva essere suonata dal pubblico.
Durante il concerto a Manchester del tour Europe in Concert l'arpa era presumibilmente un falso, perché durante la performance questa si ruppe, ma nonostante ciò la musica, che era in realtà suonata da Francis Rimbert, continuò.
Durante il tour indoor del 2009, al concerto di Helsinki, l'arpa si bloccò improvvisamente per motivi sconosciuti durante l'esecuzione di Second Rendez-vous.
Recentemente Steve Hobley è riuscito a riprodurre un modello dell'arpa utilizzata da Jarre facendo uso di un laser verde da 250 mW. Questo modello è costruito con materiali più economici (inclusa una Wii Remote).